# 壘壁陣一
摩羯座κ，又名BD-19 6152，HD 206453、SAO 164593、HR 8288，是摩羯座的一颗恒星，视星等为4.73，位于銀經33.38，銀緯-46.03，其B1900.0坐标为赤經21h 37m 4.5s，赤緯-19° -46.03′ 20″。